# Республіка Абхазія
Респу́бліка Абха́зія або Апсни́ (абх. Аҧсны Аҳәынҭқарра) — держава з обмеженим визнанням розташована в історичному регіоні Абхазія на східному узбережжі Чорного моря на півдні від Кавказького хребта. Охоплює площу 8665 км2 і має населення близько 245 тис. осіб. Столицею і найбільшим містом є Сухумі. Основна мова — абхазька, також офіційною вважається російська. Більшістю країн світу визнають Абхазьку Республіку як російську окуповану територію Абхазької автономної Республіки, де-юре частину Грузії.
У часи окупації Грузії СРСР на її території містилася Абхазька автономна радянська соціалістична Республіка, частина Грузинської РСР.
Під час війни в Абхазії 1992—1993 років республіка отримала військову підтримку Росії, і відтоді є де-факто незалежною від Грузії. 26 серпня 2008 року незалежність Абхазії першою у світі визнала Росія, фактично країна-окупант. Згодом те саме зробили Нікарагуа, Венесуела, Науру та Сирія. З точки зору міжнародного права Абхазія є окупованою частиною території Грузії (див. Абхазька Автономна Республіка). 13 червня 2013 року Генасамблея ООН прийняла резолюцію, в котрій Абхазію та Південну Осетію також названо територією Грузії. Резолюцію підтримали 62 країни, 84 утримались та 16, серед них і Росія, проголосували проти резолюції.

## Історія
28 серпня 1990 республіка в односторонньому порядку змінила свій статус, і замість автономії у складі Грузії проголосила суверенітет з назвою Абха́зька Радянська Соціалісти́чна Респу́бліка, яку носила до 23 липня 1992.
1992[джерело не вказане 2702 дні] року депутати-абхази Верховної Ради Абхазії за бойкоту депутатів-грузинів проголосили незалежність від Грузії, що спричинило грузинсько-абхазький збройний конфлікт, під час якого самопроголошеній «республіці» надавала військову підтримку РФ.

## Міжнародно-правовий статус
Абхазія, не враховуючи поодиноких випадків, не визнається світовою спільнотою як незалежна. Після російсько-грузинської війни 2008 року була визнана Росією, а потім ще кількома державами. Уряд Грузії, як і більшість країн-членів ООН, розглядає її як окуповану Росією територію Грузії. Нижче наведені держави, які офіційно визнали суверенітет Республіки Абхазія.

### Держави-члени ООН
- Росія визнала Абхазію 26 серпня 2008 року після війни у Південній Осетії (2008).
- Нікарагуа визнало Абхазію 5 вересня 2008.
- Венесуела визнала Абхазію 10 вересня 2009.
- Науру визнала Абхазію 15 грудня 2009.
- Сирія визнала Абхазію 29 травня 2018.[9]

### Частково визнані і невизнані держави
- Південна Осетія визнала Абхазію 17 листопада 2006.
- Придністров'я визнала Абхазію 17 листопада 2006.

### Раніше визнавали
- Вануату визнала Абхазію 23 травня 2011, відкликала визнання 20 травня 2013.
- Тувалу визнала Абхазію 18 вересня 2011, відкликала визнання 31 березня 2014.
- Нагірно-Карабаська Республіка визнала Абхазію 17 листопада 2006, перестало діяти у зв'язку з розформуванням «НКР».[10]
- Донецька народна республіка визнала Абхазію 25 лютого 2022 року, визнання перестало діяти після анексії «ДНР» у РФ 30 вересня того ж року.[11]
- Луганська народна республіка визнала Абхазію 25 лютого 2022 року, визнання перестало діяти після анексії «ЛНР» у РФ 30 вересня того ж року.[11]

## Населення
Після етнічних чисток та депортації грузинів 1993—2008 років (в результаті чого населення республіки впало більш ніж втричі) найбільшу етнічну групу населення Абхазії зараз складають абхази (близько 37 %), решта — грузини (30 %), росіяни (12 %), вірмени (12 %).

## Політика

### Вибори
Вибори в Абхазькій республіці не визнаються за легітимні практично жодною країною світу.
25 серпня 2019 на окупованій РФ грузинській території пройшли так звані вибори президента республіки, в яких брали участь дев'ять кандидатів. Український МЗС не визнає «вибори» і вважає їх за спробу РФ легітимізувати окупаційний режим на території Грузії.

## Адміністративний поділ

1) Гагра; 2) Гудаута; 3) Сухумі; 4) Гульріпші; 5) Очамчире; 6) Ткварчелі; 7) Галі.

Республіка Абхазія використовує ту саму систему адміністративного поділу яку де-юре використовувала Грузія в Абхазькій автономній республіці за винятком новоствореного у 1995 році Ткварчелійського району.
Республіка ділиться на сім районів, названих за назвою їхніх головних міст: Гагра, Гудаута, Сухумі, Очамчире, Гульріпші, Ткварчелі і Галі.
Президент Республіки призначає голів округів з числа обраних до округів. Діють виборні сільські збори, голови яких призначаються головами районів.

## Економіка
Економіка Абхазії інтегрована з Росією, як зазначено в двосторонній угоді листопаду 2014 року. Республіка використовує російський рубль як свою валюту і утворює з РФ спільний економічний і митний союз. Абхазія пережила помірний економічний підйом після війни з Південною Осетією 2008 року та подальшого визнання Росією незалежности. Близько половини державного бюджету Абхазії фінансується за рахунок допомоги з РФ. За оцінками Stratfor на утримання республіки Росія щорічно витрачає близько 300 млн. доларів США.
У першому півріччі 2012 року основними торговими партнерами Абхазії стали Росія (64%) і Туреччина (18%).

## Інфраструктура

### Транспорт

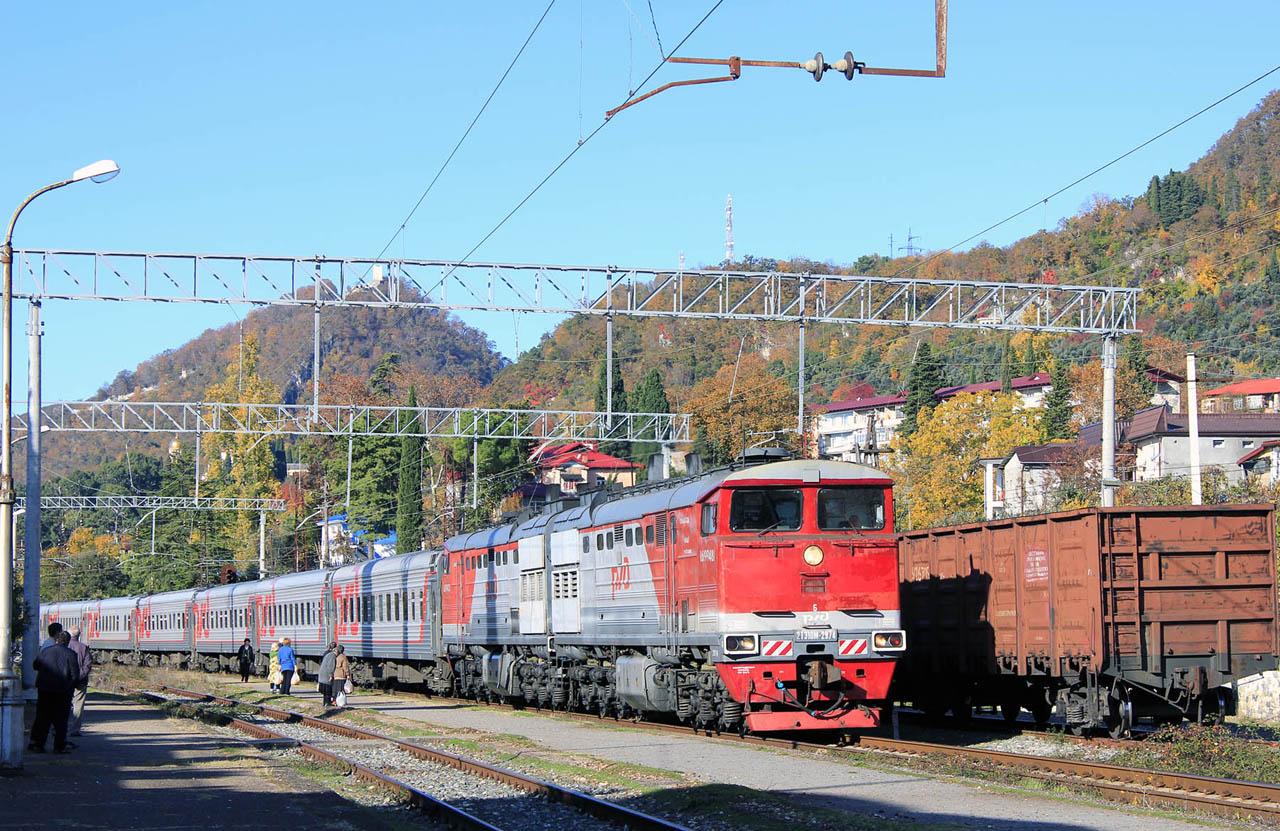
Локомотив РЖД на ділянці станції Ахалі-Атоні у Абхазії

В Абхазії є залізниця, яка проходить уздовж узбережжя Чорного моря, простягаючись на 185 км, і має 36-кілометрове відгалуження до Ахмари поблизу Ткварчелі. До 1992 року вона була пов'язана з Північно-Кавказькою залізницею та належала Грузинській залізниці, проте через війну 1992—1993 років сполучення з Грузією було перерване. Нині ця залізниця фактично управляється державною компанією Республіки Абхазія, (абх. Аҧсны Аиҳаамҩа, рос. Абхазская Железная Дорога) яка є невизнаною Грузією. Існує один регулярний рейс «Москва–Сухумі», а також здійснюються нерегулярні пасажирські та вантажні перевезення до населених пунктів Абхазії й Росії. З 2009 до 2019 року частина залізниці перебувала під управлінням РЖД за умовами десятирічного контракту.
Незважаючи на наявність аеропорту в Сухумі, регулярні авіаперевезення практично не здійснюються. На прохання Грузії Міжнародна організація цивільної авіації відкликала ліцензію аеропорту столиці республіки та анулювала його коди, унеможлививши міжнародні рейси. Побоювання санкцій цієї організації унеможливлювало рейси навіть російських авіакомпаній, хоча Міністерство транспорту Російської Федерації заявило про відновлення рейсів із Абхазією у 2025 році.
Столиця Сухумі має порт, і 17 вересня 2009 року було відновлено морське пасажирське сполучення між Абхазією та Росією.

### Освіта

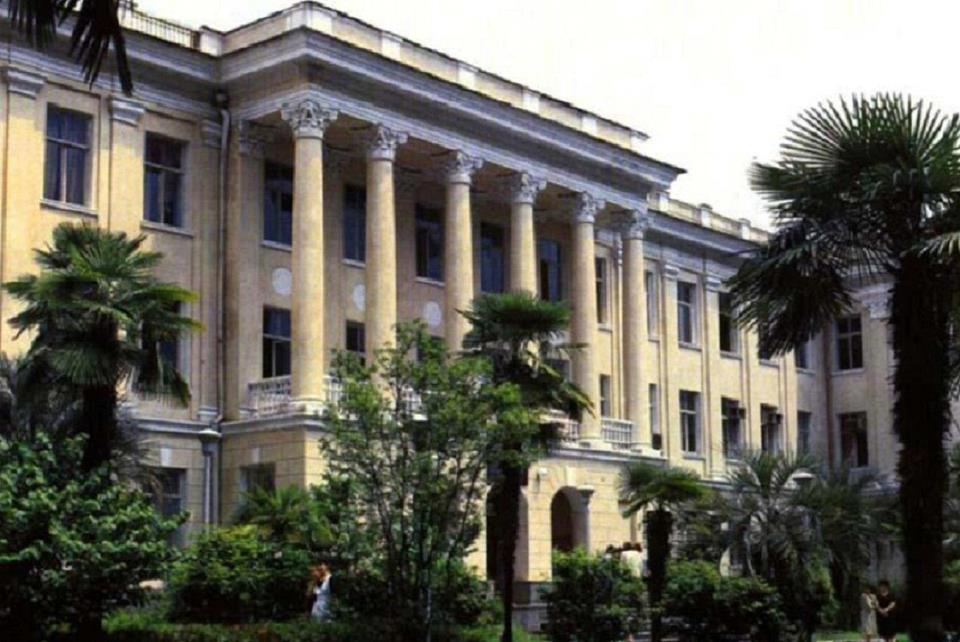
Абхазький державний університет

Після війни 1992—1993 років Абхазія перейшла на російські стандарти освіти. В республіці є два вищі навчальні заклади: Абхазький державний університет та Сухумський відкритий інститут. У 2010 році студентами Абхазького державного університету стали 530 абітурієнтів, а до Сухумського відкритого інституту надійшли 140 осіб.
Тиск чинився на вчителів у районах Абхазії з великою пропорцією грузинського населення, аби вони відмовилися від використання грузинської мови в освіті та взяли російські підручники.

## Збройні сили
Збройні сили Абхазії складаються із сухопутних військ, військово-повітряних та військово-морських сил. Основу абхазьких збройних сил склала етнічно абхазька національна гвардія, яка була створена на початку 1992 року. Більшість озброєння походить з колишньої російської бази ВДВ у Гудауті. Повідомляється, що ці підрозділи підпорядковуються 49-й загальновійськовій армії РФ і включають як наземні елементи, так і засоби ППО.
Росія розміщує свої війська в цьому регіоні ще з початку 90-тих. 24 листопада 2014 Росія та невизнана республіка підписали договір про військову кооперацію для створення «об'єднаної групи військ».